# Rebecca Netzler
Rebecca Netzler (n. 22 iulie 1995, Östersund, Comitatul Jämtland, Suedia) este o sportivă ce a reprezentat Suedia, medaliată olimpică. A participat la o ediție a Jocurilor Olimpice (2024) în care a câștigat o medalie de argint.

## Participări
Lista de mai jos prezintă principalele competiții la care a participat Rebecca Netzler de-a lungul carierei.
- 49er FX en voile aux Jeux olympiques d’été de 2024[*]